# 小蛛狸藻節
小蛛狸藻節（学名：Utricularia sect. Aranella）为狸藻屬下的一節。其下的十个物种皆為小型的陸生食虫植物，分佈於南美洲熱帶，其中有一个物种分布延伸至非洲熱帶。1913年，約翰·亨德利·巴爾哈特（John Hendley Barnhart）将该组单独描述为「小蛛屬」。在小宮定志1973年对狸藻属的分類修訂中，将約翰·亨德利·巴爾哈特描述的小蛛属降为狸藻属的一个亚属。1986年，彼得·泰勒在其狸藻屬分類學专著《狸藻属——分类学专著》中，又将在該論文中他降低了小宮的亞屬層級而移到節的範圍內，並將小宮定志设置的亚属降为狸藻亚属（Utricularia）下的一个组。经过进一步的系统发生学数据的支持，在恢复雙瓣狸藻亞屬（Bivalvaria）的同时，也将小蛛狸藻组置于其下。

## 物种
- 布朗歇狸藻
Utricularia blanchetii
- 肋脈狸藻
Utricularia costata
- 流蘇狸藻
Utricularia fimbriata
- 裂葉狸藻
Utricularia laciniata
- 長毛狸藻
Utricularia longeciliata
- 海妖女狸藻
Utricularia parthenopipes
- 紫藍狸藻
Utricularia purpureocaerulea
- 喙萼狸藻
Utricularia rostrata
- 桑德威斯狸藻
Utricularia sandwithii
- 拟狸藻
Utricularia simulans